# هيذر أوينز
هيذر أوينز (بالإنجليزية: Heather Owens)‏ هي مصارعة الهواة أمريكية، ولدت في 3 ديسمبر 1983 في سينسيناتي في الولايات المتحدة.

## روابط خارجية
- هيذر أوينز على موقع CageMatch worker (الإنجليزية)